# Timoléon d'Epinay de Saint-Luc
Pour les autres membres de la famille, voir Maison d'Espinay Saint-Luc.
Timoléon d'Epinay, seigneur puis marquis de Saint-Luc (1580 - 12 septembre 1644, Bordeaux), comte d’Estelan, baron de Crèvecœur, baron d'Arvert, seigneur châtelain de Gaillefontaine, premier pair du Cambrésis, est un militaire et aristocrate français des XVIe et XVIIe siècles. Il est nommé vice-amiral en 1622, et maréchal de France en 1627.

## Biographie

### Origines et jeunesse
Fils ainé de François d'Espinay de Saint-Luc, surnommé le « brave Saint-Luc », et de Jeanne de Cossé-Brissac, fille de Charles Ier de Cossé, comte de Brissac, maréchal de France, il porte les armes dès sa jeunesse.
Timoléon d'Espinay fait ses premières armes au siège de La Fère en 1596, et se trouve à celui d'Amiens en 1597 où son père est tué, le Roi Henri IV lui transmet son gouvernement général de Brouage et des îles de Saintonge. Il est un intime de Samuel de Champlain, ayant combattu la ligue dans l'armée royale de Bretagne. C'est son père, Francois d'Espinay de Saint-Luc qui recruta Champlain  pour joindre l'armée combattre le duc de Mercoeur en Bretagne.

### Carrière militaire
Il accompagne en 1603 le Duc de Sully dans son ambassade en Angleterre, où il allait féliciter Jacques Ier de son avènement et négocier une alliance.
Créé maréchal de camp en 1617, il suit le comte d'Auvergne au siège de Soissons, qui prend fin à la mort du maréchal d'Ancre.
Nommé chevalier des ordres du Roi en 1619, il commanda en 1621 avec succès une des attaques au siège de Saint-Jean-d'Angély. Devenu vice-amiral de France en 1622, il commanda la première escadre lors du siège de La Rochelle de 1622 et contribue beaucoup à la victoire remportée sur les Huguenots en chassant Soubise de l'ile de Ré.
Pendant les campagnes de 1625 et 1626, il est employé à l'armée d'Aunis, en tant que maréchal de camp, sous les maréchaux de Praslin et de Thémines.
Lors du second siège de La Rochelle en janvier 1625, le marquis de Saint-Luc, le duc de la Rochefoucauld et Toiras font une descente dans l'ile de Ré. Ils débarquent leur troupe malgré le feu de 800 hommes qui les attendaient sur le rivage, et qu'ils forcent à se retirer. Pendant que le duc de Montmorency attaque la flotte des huguenots, ils défont Soubise, dont 800 hommes sont tués, le reste de son armée se réfugie dans le fort Saint-Martin, qui capitule bientôt après. Les armées du roi s'étaient emparées dans cette action de deux drapeaux et de quatre pièces de canon.
En 1627, le marquis de Saint-Luc est pourvu de la lieutenance-générale au gouvernement de Guyenne à la suite de la démission du maréchal de Thémines et élevé à la dignité de maréchal de France. Il se démet alors du gouvernement de Brouage et des îles de Saintonge.
En 1636, il est nommé lieutenant-général et commandant de la ville de Paris, succédant ainsi au cardinal de Richelieu, et avant que la Reine Anne d'Autriche en eut été établie gouvernante.
Il meurt à Bordeaux ou il commandait, le 12 septembre 1644. Il est inhumé à Paris en l'église des Célestins dans la chapelle d'Orléans, aux côtés de son père le 14 janvier 1645.

### Unions et descendance
Il épouse en 1602 : Henriette de Bassompierre, fille de Christophe, baron de Bassompierre, et de Louise Picart de Radeval. Sœur de François de Bassompierre, maréchal de France, elle meurt en couches en 1609. 
En 1627, il se remarie avec: Marie-Gabrielle de La Guiche, fille de Jean-François de La Guiche, seigneur de Saint-Géran, maréchal de France, et d'Anne de Tournon, sa première épouse. Veuve en premières noces de Gilbert, seigneur de Chazeron, elle meurt à son tour en 1632.
Quatre enfants sont issus du premier mariage :
- Louis d'Espinay Saint-Luc, prêtre, abbé de Châtrices, en Champagne. Il était le filleul du Roi Louis XIII et mourut en 1644, peu après son père ;
- François II d'Espinay, marquis de Saint-Luc, marié en 1643 avec Anne de Buade ;
- Renée d'Espinay Saint-Luc, morte à Paris en 1639, mariée en 1626 à Paris avec François d'Harcourt, marquis de Beuvron (1598-1658), dont postérité. Elle est l'aïeule d'Henry d'Harcourt ; 1er duc d'Harcourt et maréchal de France ;
- Henriette d'Espinay Saint-Luc, abbesse d'Estival, puis religieuse feuillantine à Paris.

Timoléon d'Espinay eut encore deux filles, et un fils naturel. Les filles légitimées sont mortes successivement abbesses de Saint-Paul de Soissons ; et le garçon, appelé l'abbé de Rochefort, fut curé de Ricarville en Normandie.

## Armoiries
| Figure | Nom et blasonnement |
|        | Timoléon d'Espinay de Saint-Luc (1580-1644), seigneur de Saint-Luc, comte d'Estelan, chevalier du Saint-Esprit (31 décembre 1619), maréchal de France (1627), - Écartelé : au I et IV, d'argent, au chevron d'azur, semé de besants d'or (des Hayes-Espinay) ; au II, contr'écartelé, au 1, de gueules à la fasce d'or, au chef échiqueté d'argent et d'azur (Ailly de Sains), au 2, d'hermine à la croix de gueules chargée de cinq coquilles d'or (Flavy), au 3, de gueules à "deux bars crusillés d'or" (alias "De gueules semés de trèfles d'or, deux bars adossés de même" : Clermont-Nesle), au 4, d'argent à la croix de gueules chargée de cinq coquilles d'or (Hangest) ; au III, parti d'or à trois fasces de gueules (Grouches-Gribeauval) et de sable à trois feuilles de scies d'or (Cossé-Brissac). Couronnede comte ; Supportsinsignes de maréchal de France (deux bâtons de maréchal de France posés en sautoir derrière l'écu) ; Autres ornements extérieurs de l'écucolliers de chevalier des Ordres du roi. |